# Лосик, Олег Александрович
Оле́г Алекса́ндрович Лосик (21 ноября [4 декабря] 1915 — 20 августа 2012) — советский и российский военачальник, Герой Советского Союза (1944), маршал бронетанковых войск (1975).
В рядах советских танковых войск с 1935 по 1992 годы. Участник советско-финской (1939—1940) и Великой Отечественной войн, преподаватель кафедры оперативного искусства (1956—1958), затем начальник Военной академии бронетанковых войск имени Маршала Советского Союза Р. Я. Малиновского (1969—1987). Профессор (1972). Автор большого количества работ по теории и практике танковых войск.

## Биография

### Ранние годы
Родился 21 ноября [4 декабря] 1915 года в селе Ярцево Смоленской губернии (ныне — город Ярцево Смоленской области). Родители работали учителями сельской школы в селе Долгиново Виленской губернии, но после начала Первой мировой войны были вынуждены эвакуироваться в Смоленскую губернию. Вскоре молодая мать вместе с грудным ребёнком перебралась в Славянский район Донецкой области, где Олег провёл свои детские годы и юность. Рос без отца, который был призван в Красную армию и погиб в ходе гражданской войны. В связи со сменой мест работы матери семья часто переезжала.
В 1929 году окончил четырёхклассную начальную школу в селе Богородичное ныне Донецкой области. В 1931 году окончил школу-семилетку в Славянске. В 1933 году окончил железнодорожную школу фабрично-заводского ученичества в Славянске, получив специальность помощника машиниста. С 1933 года работал секретарём комитета комсомола школы ФЗУ завода «Коксохиммонтаж» в Славянске, с октября 1934 — инструктор районного комитета комсомола, с мая 1935 — секретарь комитета комсомола литерных цехов завода «Славсода». Рос крепким и спортивным парнем, посещал кружки ОСОАВИАХИМа, имел за плечами множество прыжков с парашютной вышки и, как многие ровесники, хотел стать военным лётчиком. В сентябре 1935 года комсомольца Олега Лосика вызвали в райком комсомола и предложили поступать в военное училище. Но поскольку разнарядка в лётное училище была уже выполнена, он решил поступать в 1-е Саратовское Краснознамённое танковое училище (ныне Саратовское высшее военное командно-инженерное училище ракетных войск).

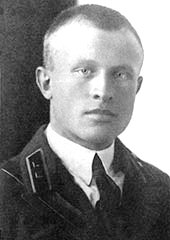
Лейтенант Олег Лосик, 1938 год

С 1935 года — в Красной армии, в июне 1938 года с отличием окончил 1-е Саратовское бронетанковое училище, где танкистов обучали на танках Т-26 и БТ. После окончания училища направлен командиром учебного танкового взвода по подготовке командиров танков Т-26 в 11-ю отдельную танковую бригаду под командованием полковника В. Н. Кашуба, дислоцировавшуюся в Петергофе Ленинградского военного округа, в апреле 1939 года назначен помощником командира учебной танковой роты. В начале осени 1939 года бригаду преобразовали в 35-ю легкотанковую и передислоцировали на Карельский перешеек. С октября 1939 года — помощник начальника штаба 112-го отдельного танкового батальона 35-й легкотанковой бригады.
Участвовал в советско-финской войне 1939—1940 годов в той же должности. По окончании зимней военной кампании на Карельском перешейке лейтенант О. А. Лосик был награждён первым орденом Красной Звезды.
В сентябре 1940 года стал командиром учебной танковой роты, а в январе 1941 года — помощником начальника оперативного отделения штаба 35-й легкотанковой Краснознамённой бригады. С апреля 1941 года — помощник начальника оперативного отделения штаба 43-й танковой дивизии Киевского Особого военного округа.Член ВКП(б)/КПСС с 1941 по 1991 год.

### Участие в Великой Отечественной войне
Начало Великой Отечественной войны застало старшего лейтенанта О. А. Лосика в городе Бердичеве, где дислоцировалась 43-я танковая дивизия, сформированная на базе 35-й легкотанковой бригады. В действующей армии с июня 1941 года.
Воевал на Юго-Западном, Сталинградском, Донском, Западном и 3-м Белорусском фронтах в составе 10-й танковой бригады на должностях: помощник начальника штаба по разведке штаба бригады на Юго-Западном фронте (с сентября 1941 года), заместитель начальника штаба по разведке штаба бригады (с апреля 1942 года), начальник штаба бригады на Сталинградском фронте (с августа 1942 года), заместитель командира бригады на Донском фронте (с декабря 1942 года). Принимал участие в приграничном сражении на Западной Украине (битва за Дубно — Луцк — Броды), в Киевской и Сумско-Харьковской оборонительных операциях и в Сталинградской битве.
В боях под Сталинградом наступил момент, когда в бригаде осталось всего 11 танков, шесть из которых были подбиты и требовали ремонта. В декабре 1942 года по приказу командующего армией генерала Р. Я. Малиновского 10-я танковая бригада была выведена из боёв и направлена на переформирование в Тамбов.
В марте 1943 года в Тамбове подполковник О. А. Лосик назначен командиром 119-го отдельного танкового полка (Западный фронт, затем в составе 10-й гвардейской армии Резервного фронта). В ходе Смоленской операции 1943 года отдельный танковый полк под командованием подполковника О. А. Лосика участвовал в Ельнинской наступательной операции, а при освобождении города Ельня (Ельнинско-Дорогобужская операция) в августе 1943 года первым вошёл в город и уничтожил свыше 40 немецких орудий, из них 15 раздавлено гусеницами танков, 20 миномётов, 4 зенитные установки, 50 пулемётов, 15 автомашин, 5 тракторов и до батальона пехоты противника. Приказом Верховного Главнокомандующего И. В. Сталина от 1 сентября 1943 года 119-му отдельному танковому полку было присвоено почётное наименование «Ельнинский».

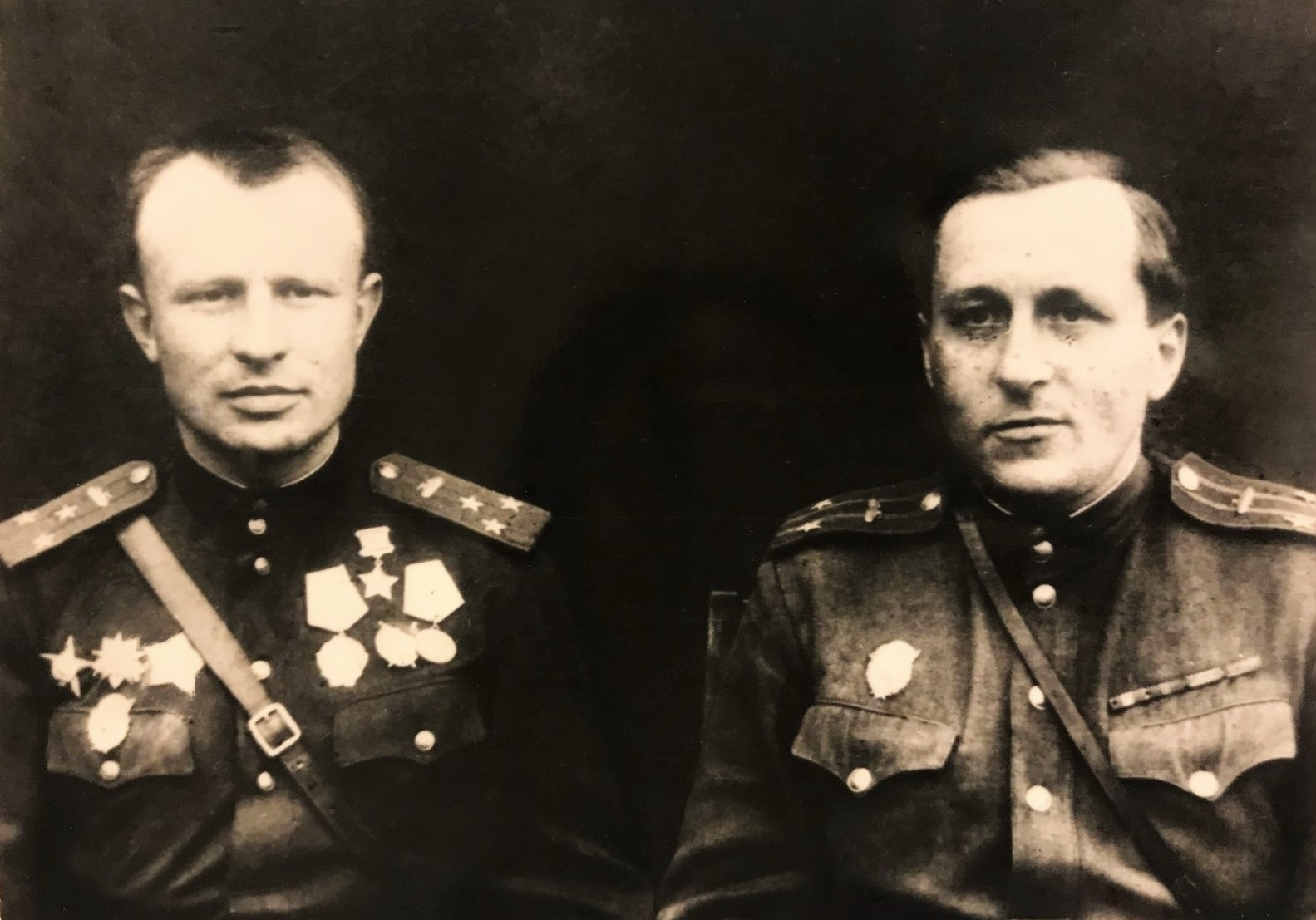
Командир 4-й гвардейской танковой бригады Герой Советского Союза гвардии полковник О. А. Лосик и заместитель командира бригады по политической части гвардии подполковник А. А. Крыжановский. Осень 1944 года

С декабря 1943 года подполковник О. А. Лосик — командир 4-й гвардейской танковой бригады, которая принимала участие в Белорусской наступательной операции. В середине июня 1944 года 2-й гвардейский танковый корпус был передан в распоряжение командующего войсками 3-го Белорусского фронта генерал-полковника И. Д. Черняховского и сосредоточился у автомагистрали Москва — Минск в 40 километрах от города Орши. 23 июня гвардии полковник О. А. Лосик получил приказ стремительным рейдом прорваться вдоль шоссе к переправам на реке Оршица и овладеть ими. По решению О. А. Лосика в ночь на 25 июня танкисты бригады обошли немецкие оборонительные укрепления по заранее разведанным проходам в так называемых танконепроходимых болотистых лесных районах, и совместно с 26-й гвардейской танковой бригадой скрытно вышли к железнодорожному узлу Коханово. Здесь танкисты захватили четыре эшелона и два крупных склада с боеприпасами, продовольствием и военно-техническим имуществом противника. В одном из эшелонов находились сотни женщин, которых немецкие оккупационные власти не успели угнать в немецкий тыл.
2 июля 1944 года танковая бригада гвардии полковника О. А. Лосика (в составе 2-го гвардейского танкового корпуса 31-й армии 3-го Белорусского фронта) сломила сопротивление немецких частей в районе деревни Городище (Минский район Минской области, Белорусская ССР) и уже 3 июля 1944 года в 3:00 в числе первых вступила в столицу Белорусской ССР город Минск. При прорыве к Минску и в боях за город силами бригады уничтожено 15 танков, 4 штурмовых орудия, 52 орудия и миномёта, 550 автомашин, много иного сооружения и до 3000 солдат и офицеров; захвачены 22 орудия, около 200 автомашин, 38 складов и 1800 пленных.
4 июля 1944 года за освобождение Минска указом Президиума Верховного Совета СССР полковнику О. А. Лосику «за образцовое выполнение боевых заданий командования и проявленные при этом отвагу и героизм» присвоено звание Героя Советского Союза. А поначалу незаладившиеся личные отношения с командиром 2-го гвардейского танкового корпуса гвардии генерал-майором танковых войск А. С. Бурдейным после первых боёв переросли в профессиональное уважение и сохранились в виде дружеских отношений на всю жизнь.
Позже танковая бригада гвардии полковника О. А. Лосика форсировала реки Березину и Неман, освобождала Каунас. Во второй половине 1944 — начале 1945 года участвовала в Гумбиннен-Гольдапской и Восточно-Прусской операциях.
В феврале 1945 года назначен командиром 2-й отдельной гвардейской танковой бригады на 3-м Белорусском фронте. В марте 1945 года отозван с фронта и направлен на учёбу в Военную академию бронетанковых и механизированных войск Красной Армии имени И. В. Сталина, а в мае 1945 года переведён в Высшую военную академию имени К. Е. Ворошилова, курс которой он окончил в декабре 1945 года.

### После войны

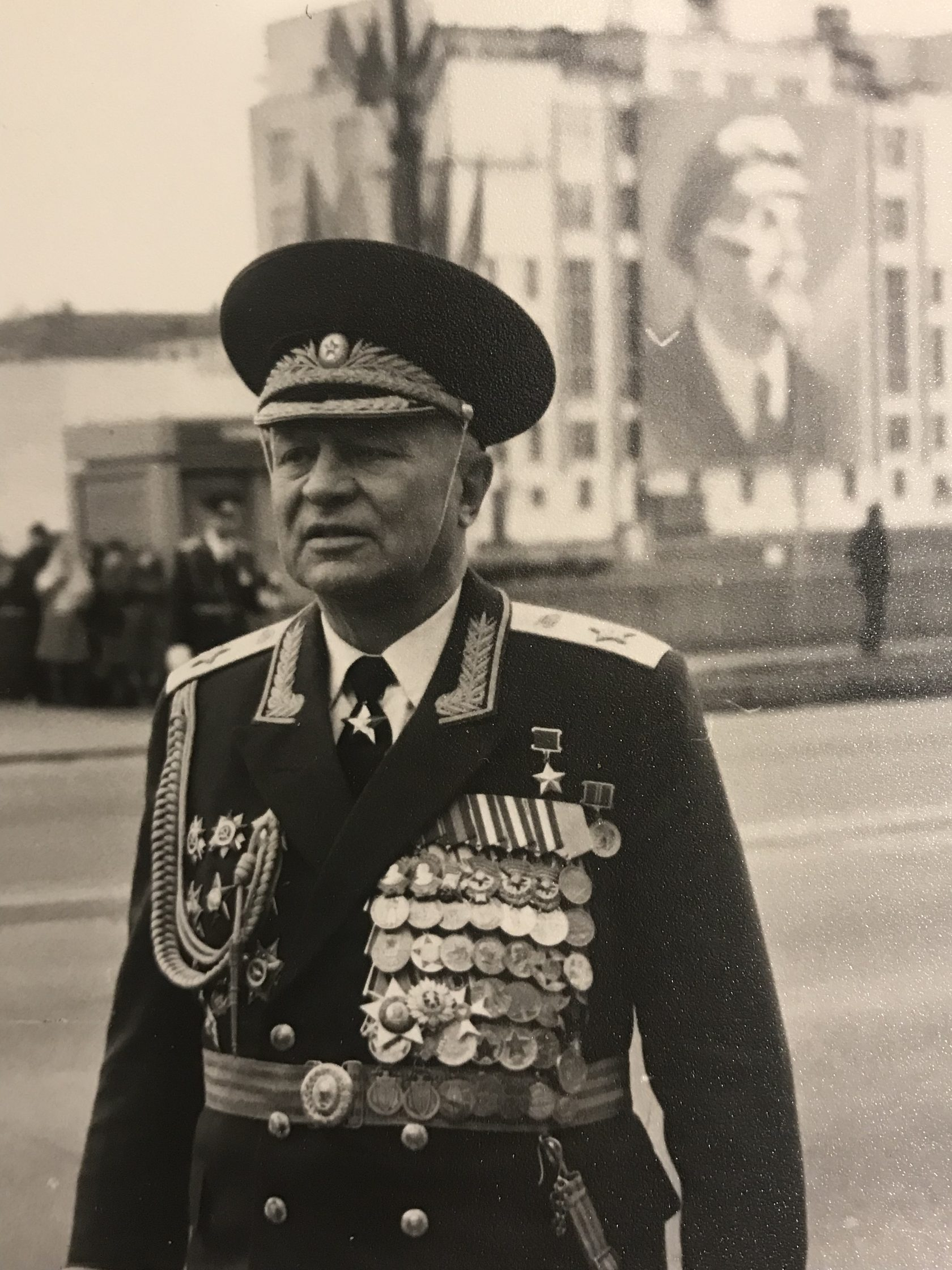
У Дома офицеров в Минске. Май 1985 года

С января 1946 года находился в распоряжении командующего бронетанковыми и механизированными войсками Красной Армии, а с мая 1946 года проходил службу начальником штаба 2-й гвардейской танковой дивизии (Ленинградский военный округ), с сентября 1947 — начальником штаба 12-й гвардейской танковой дивизии Группы советских оккупационных войск в Германии (с сентября 1947 года).
С декабря 1948 по 1951 год повторно проходил обучение в Высшей военной академии имени К. Е. Ворошилова. По окончании академии (с отличием) командовал 26-й гвардейской механизированной дивизией Северной группы войск (Польша), с мая 1954 года — помощник командующего 7-й механизированной армией по танкам в Белорусском военном округе. С августа 1954 — командир 24-го гвардейского стрелкового корпуса в Одесском военном округе.
С ноября 1956 по май 1958 года генерал-майор танковых войск О. А. Лосик преподавал на кафедре оперативного искусства Высшей военной академии имени К. Е. Ворошилова.
С 27 июня 1958 года снова на командных должностях в Советской армии: командующий 6-й общевойсковой армией Северного военного округа, первый заместитель командующего (с 8 июня 1964 года), затем командующий войсками Дальневосточного военного округа (с 4 мая 1967).
Будучи командующим войсками округа в период резкого обострения советско-китайских отношений, генерал-полковник О. А. Лосик организовал оперативную помощь пограничникам Иманского пограничного отряда и успешно дал отпор китайским воинским частям, вторгшимся на советскую территорию в районе острова Даманский. Проявив выдержку и рассудительность, он сумел предотвратить дальнейшие военные столкновения между СССР и Китаем.
С 17 мая 1969 года — начальник Военной академии бронетанковых войск имени Маршала Советского Союза Р. Я. Малиновского (с 1972 — профессор). На этой должности прилагал максимум усилий для того, чтобы устранить несоответствие между теоретической и практической подготовкой офицеров-слушателей. При нём в академии была создана кафедра управления войсками, внедрены компьютеры и другие технические новинки для решения учебно-боевых задач.
29 апреля 1975 года О. А. Лосику присвоено воинское звание «маршал бронетанковых войск». Был последним из остававшихся в живых советских маршалов бронетанковых войск. С января 1987 года работал военным инспектором-советником Группы генеральных инспекторов Министерства обороны СССР.
В мае 1992 года уволен в отставку. Продолжал активную деятельность в качестве ведущего аналитика (генерального инспектора) Службы генеральных инспекторов Министерства обороны Российской Федерации, был председателем Совета Клуба кавалеров ордена Жукова при Московском Доме ветеранов войны и военной службы. В качестве эксперта часто высказывался в СМИ по различным актуальным армейским вопросам, участвовал в конференциях по обсуждению проблем в российских Вооружённых Силах, выступал перед слушателями и курсантами столичных военных учебных заведений. Постоянный автор газеты «Красная звезда».
Жил в Москве. Скончался 20 августа 2012 года. Похоронен на Троекуровском кладбище.

## Воинские звания
- Лейтенант (1938)
- Старший лейтенант (1940);
- Капитан (сентябрь 1941);
- Майор (май 1942);
- Подполковник (декабрь 1942);
- Полковник (21.02.1944);
- Генерал-майор танковых войск (3.08.1953)
- Генерал-лейтенант танковых войск (25.05.1959)[10]
- Генерал-полковник (23.02.1967)
- Маршал бронетанковых войск (29.04.1975)

## Награды
Государственные награды России
- Орден «За заслуги перед Отечеством» IV степени (21 февраля 2001) — за многолетнюю плодотворную работу по социальной защите ветеранов, патриотическому воспитанию молодёжи и укреплению дружбы между народами[11];
- Орден Жукова (25 апреля 1995 год) — за отличия в руководстве войсками при проведении боевых операций в период Великой Отечественной войны 1941—1945 годов[12];
- Орден «За военные заслуги» (10 декабря 2010) — за заслуги в укреплении обороноспособности страны и подготовку высококвалифицированных военных кадров[9];
- Орден Почёта (ноябрь 2005 года)[13];
- Медаль «За воинскую доблесть» (4 декабря 2000).

Государственные награды и звания СССР
- Герой Советского Союза (4 июля 1944, медаль «Золотая Звезда» № 3722)[14];
- Два ордена Ленина (4 июля 1944[14], 22 февраля 1968);
- Орден Октябрьской Революции (21 февраля 1974);
- Четыре ордена Красного Знамени (7 декабря 1941[15], 2 марта 1945[16], 30 декабря 1956, 19 февраля 1986);
- Орден Суворова III степени (5 ноября 1943)[17];
- Два ордена Отечественной войны I степени (7 сентября 1943[18], 11 марта 1985);
- Два ордена Красной Звезды (21 марта 1940[19], 15 ноября 1950);
- Орден «За службу Родине в Вооружённых Силах СССР» II степени (16 февраля 1982);
- Орден «За службу Родине в Вооружённых Силах СССР» III степени (17 февраля 1976);
- Медали:
  - Медаль «За боевые заслуги» (6 ноября 1945)[20];
  - Медаль «За отличие в охране государственной границы СССР»;
  - Медаль «За оборону Киева»;
  - Медаль «За оборону Сталинграда»;
  - Медаль «За победу над Германией в Великой Отечественной войне 1941—1945 гг.» (23 июня 1945)[21];
  - Медаль «За взятие Кёнигсберга»;
  - Медаль «Ветеран Вооружённых Сил СССР» (30 апреля 1984);
  - Медаль «За укрепление боевого содружества» (31 мая 1986);
  - Медаль «За освоение целинных земель»
  - Юбилейные медали.

Иностранные награды
- Орден Народной Республики Болгария II степени (14 сентября 1974);
- Орден «9 сентября 1944 года» I степени с мечами (Болгария, 22 января 1985);
- Орден Возрождения Польши в степени Кавалера (10 октября 1973);
- Орден Красного Знамени (Монголия, 6 июля 1971);
- Медаль «Братство по оружию» (Польша, 7 ноября 1963);
- Медаль «На страже мира» в золоте (Польша, 10 октября 1973);
- Две медали «Братство по оружию» (ГДР, 8 мая 1970, 7 мая 1976);
- Медаль «За укрепление дружбы по оружию» I степени (ЧССР, 6 мая 1970);
- Юбилейная медаль ЧССР;
- Четыре юбилейные медали Болгарии;
- Пять юбилейных медалей Монголии;
- Три юбилейные медали Кубы.

Почётные звания
- Почётный гражданин Минска (27 июня 1987), Славянска (2 сентября 1987)[22], Ельни и Ярцево (20 сентября 1978);
- Почётный солдат гвардейской воинской танковой части Забайкальского военного округа.

## Публикации
Автор более 100 научно-теоретических, тактических и публицистических работ. Некоторые из них:
- Строительство и боевое применение советских танковых войск в годы Великой Отечественной войны / под ред. О. А. Лосика. — М.: Воениздат, 1979. — 414 с.
- Лосик О. А. На острие броневого удара. — М.: 2000. — 128 с. — ISBN 5-86273-030-3.
- Лосик О. А., Золотов Л. С. Записки начальников академий. — М., 2001. — 168 с. — 1000 экз. — ISBN 5-7873-0040-7.
- Крупченко И.Е.; Лосик О.А. Строительство и боевое применение советских танковых войск в годы Великой Отечественной войны. — М.: Воениздат, 1979. — 414 с.
- Лосик О. А. Способы ведения высокоманевренных боевых действий бронетанковыми и механизированными войсками по опыту Белорусской и Висло-Одерской операций // Военно-исторический журнал. — 1980. — Сентябрь (№ 09). — С. 18—25. — ISSN 0321-0626.
- Лосик О. А. Опыт организации и ведения крупных танковых сражений в годы Великой Отечественной войны // Военно-исторический журнал. — 1984. — Сентябрь (№ 09). — С. 12—21. — ISSN 0321-0626.
- Лосик О. А. Немного о танковых таранах // Военные Знания. — 1996.
- Лосик О. А. Овладевая наукой побеждать : школа фронтового опыта // Красная звезда : газета. — 1975. — 25 марта. — ISSN 0023-4559.
- Лосик О. А. Комплексный подход в обучении : из опыта Военной академии бронетанковых войск // Красная звезда : газета. — 1976. — 15 мая. — ISSN 0023-4559.
- Лосик О. А. Талантливый полководец : И. Д. Черняховский // Красная звезда : газета. — 1976. — 29 июня. — ISSN 0023-4559.
- Лосик О., Крупченко И. Великая освободительная миссия Советских Вооруженных Сил в годы второй мировой войны // Военная мысль. — 1972. — Июнь (№ 6). — С. 85. — ISSN 0236-2058.

Под его руководством члены клуба кавалеров ордена Жукова в московском Доме ветеранов войн и Вооружённых Сил выпустили книгу воспоминаний: Кавалеры ордена Жукова о великом полководце. М.: Вагриус, 1998. — 240 с. — 3000 экз. — ISBN 5-7027-0698-7

## Семья, личная жизнь, взгляды

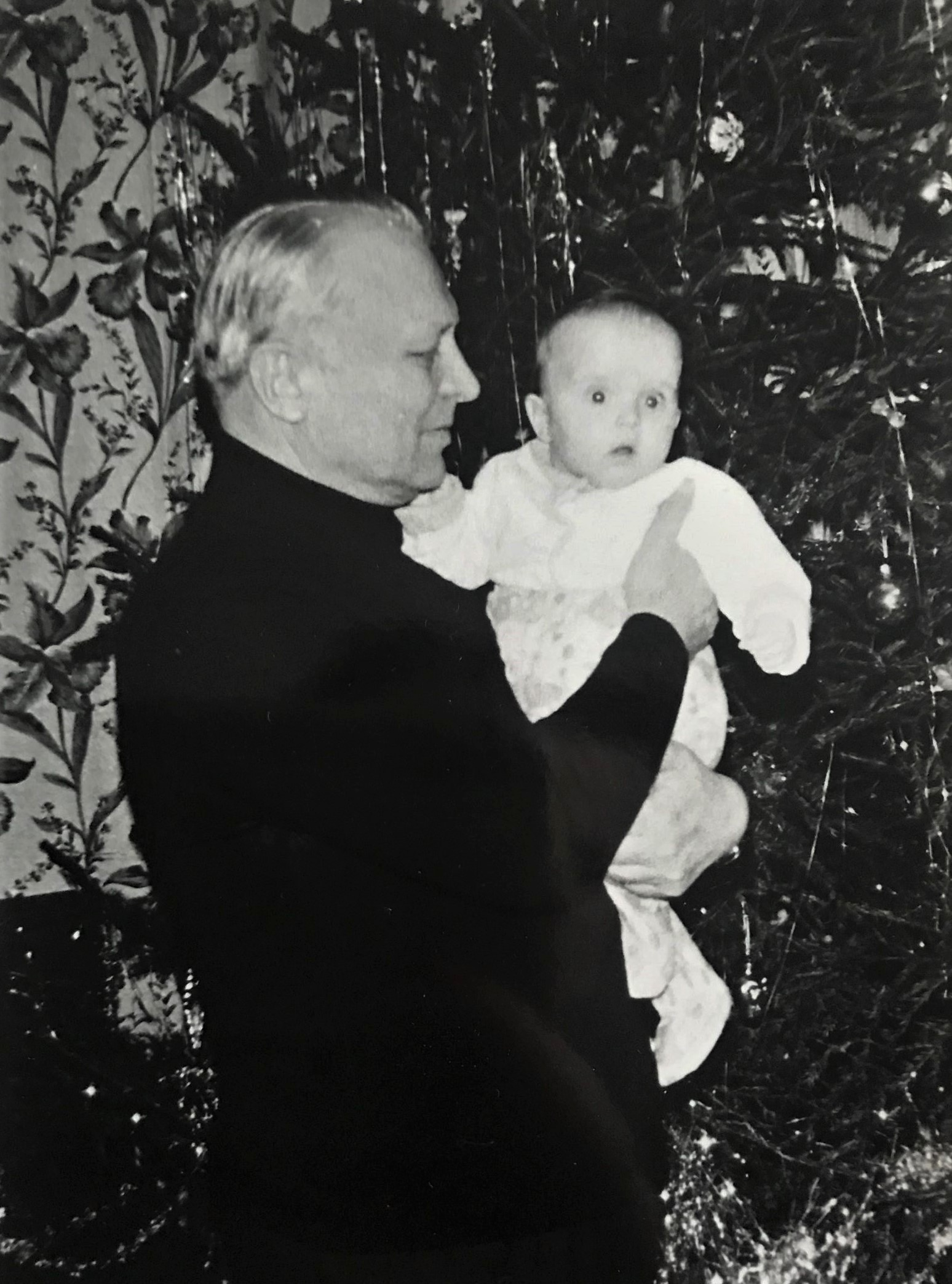
Олег Лосик с внучкой Ириной. 1981 год

Отец Александр Матвеевич и мать Елена Ивановна работали учителями сельской школы в селе Долгиново Виленской губернии, но после начала Первой мировой войны были вынуждены эвакуироваться в Смоленскую губернию, где 4 декабря 1915 года в селе Ярцево родился сын Олег. Вскоре после Октябрьской революции отец был призван в Красную армию и погиб в 1919 году в ходе гражданской войны, когда Олегу было 4 года.
В 1942 году он познакомился с Галиной Давыдовной Супян (1917—1993), сотрудницей редакции армейской газеты, на которой вскоре женился и с которой вместе прожил всю жизнь. Трое детей. Сын Юрий Олегович, полковник в отставке, кандидат технических наук. Сын Александр Олегович, полковник запаса, кандидат военных наук. Женат на Елене, дочери Маршала Советского Союза Дмитрия Язова. Дочь Татьяна Олеговна, преподаватель МГУ, кандидат медицинских наук. Шестеро внуков и один правнук. Одна из внучек — Ирина Лосик (Лазарева), работает ведущей новостей на телеканале «Звезда».

## Мнения
Я убеждён, что и в современных условиях танки и танковые войска являются главной и решающей силой Сухопутных войск — как в крупномасштабных войнах, так и на тактическом уровне. Отмечу, к тому же, что наши новые Т-90, а также модернизированные танки Т-80, Т-72 по своей эффективности равны зарубежным. Так что не стоит списывать в запас ни танки, ни нас, танкистов.
— Маршал бронетанковых войск О. А. Лосик, 2005.

## Память
- В Москве на Мосфильмовской улице на доме, где жил О. А. Лосик, установлена мемориальная доска[1].
- Мемориальная доска установлена в Москве на здании бывшей Военной академии бронетанковых войск имени Маршала Советского Союза Р. Я. Малиновского (ныне — Общевойсковая академия Вооружённых Сил Российской Федерации; 1-й Краснокурсантский проезд, 3/5)[26].
- В городе Ярцево (Смоленская область) имя О. А. Лосика носит средняя школа № 4, установлен его бюст (скульптор — Вячеслав Пилипер)[27].
- В Минске[28] и Ярцево его именем названы улицы.
- В экспозиции Белорусского государственного музея истории Великой Отечественной войны представлены фотопортрет командира 4-й гвардейской танковой бригады гвардии полковника О. А. Лосика и плакат «Герои-Тацинцы». В фондах имеются фотопортреты и групповые фото с О. А. Лосиком, приветственные письма Олега Александровича в честь 20- и 30-летия освобождения Беларуси от немецко-фашистских захватчиков, книга почётных гостей музея с его записью[29].
- В 2024 году бюст О.А. Лосику установили в городе Коврове Владимирской области.